# Newberg
Newberg (korábban Champoeg majd Roger’s Landing) az Amerikai Egyesült Államok északnyugati részén, Oregon állam Yamhill megyéjében elhelyezkedő város. A 2020. évi népszámlálási adatok alapján 25 138 lakosa van.

## Története
A Willamette folyó nyugati partjának első lakosa Ewing Young szőrmekereskedő volt. Joseph Rogers 1848-ban telepedett le a mai Newberg területén. Az 1889-ben városi rangot kapott település Sebastian Brutscher postai vezető ötlete alapján a németországi Neuberg nevét viseli.
Itt alakult meg az állam első kvéker közössége. A The Newberg Graphic című újság 1888. december 1-jén jött létre.
Az 1885-ben ideköltöző Herbert Hoover lakóházában ma múzeum működik. A városban egykor szesztilalom volt érvényben.

## Éghajlat
A város éghajlata mediterrán (a Köppen-skála szerint Csb).
| Hónap                                     | Jan.  | Feb.  | Már. | Ápr. | Máj. | Jún. | Júl. | Aug. | Szep. | Okt. | Nov.  | Dec.  | Év    |
| ----------------------------------------- | ----- | ----- | ---- | ---- | ---- | ---- | ---- | ---- | ----- | ---- | ----- | ----- | ----- |
| Rekord max. hőmérséklet (°C)              | 18,3  | 21,7  | 28,3 | 33,9 | 37,8 | 38,9 | 41,7 | 41,7 | 40,6  | 33,3 | 22,8  | 17,8  | 41,7  |
| Átlagos max. hőmérséklet (°C)             | 7,8   | 10,0  | 13,3 | 16,1 | 20,0 | 22,8 | 26,7 | 26,1 | 23,3  | 17,8 | 11,7  | 7,8   | 17,0  |
| Átlaghőmérséklet (°C)                     | 3,9   | 6,1   | 8,9  | 11,1 | 14,4 | 17,2 | 20,0 | 20,0 | 17,2  | 12,7 | 7,8   | 5,0   | 12,1  |
| Átlagos min. hőmérséklet (°C)             | 1,1   | 2,2   | 3,9  | 5,6  | 8,9  | 11,7 | 13,9 | 13,9 | 11,1  | 7,8  | 4,4   | 2,2   | 7,3   |
| Rekord min. hőmérséklet (°C)              | −18,9 | −19,4 | −7,2 | −1,7 | −1,7 | 3,9  | 6,1  | 6,7  | 1,1   | −3,3 | −10,6 | −14,4 | −19,4 |
| Átl. csapadékmennyiség (mm)               | 148   | 123   | 103  | 71   | 57   | 41   | 17   | 21   | 42    | 74   | 154   | 163   | 1014  |
| Forrás: The Weather Channel és MyForecast |       |       |      |      |      |      |      |      |       |      |       |       |       |

## Gazdaság
2006 és 2017 között a város gazdasági növekedésének mértéke nyolc százalékkal haladta meg az állami és megyei értékeket. A legnagyobb foglalkoztatók az oktatás, az egészségügy és a szórakoztatóipar: ezen iparágakban Newberg tíz százalékkal több munkalehetőséget kínál, mint az állam többi városa.

## Kultúra
A Chehalem Kulturális Központban kiállítótér, galéria, hangstúdió és bálterem is található.

## Oktatás
A város közoktatási intézményeinek fenntartója a Newbergi Tankerület. Itt van a George Fox Egyetem székhelye, valamint a Portlandi Közösségi Főiskola is tart fenn telephelyet.
2021 szeptemberében a tankerület nagyobb médiafigyelmet kapott a melegbüszkeséggel és a Black Lives Matterrel kapcsolatos szimbólumok betiltása miatt; ugyanezen hónapban a diákok „virtuális rabszolga-kereskedelemben” vettek részt. Szeptember 20-án a tankerület egy munkatársát elbocsátották, mert munkahelyén arcát feketére sminkelve jelent meg.

## Közlekedés
A város az alábbi közutakon közelíthető meg:
- Oregon Route 18
- Oregon Route 99W
- Oregon Route 219
- Oregon Route 240

A közelben kettő repülőtér (Chehalem és Sportsman) található. Az 1930-as években a vasúti személyszállítás megszűnt, de tervek vannak visszaállítására.

## Nevezetes személyek
- Alex Schomburg, képregényrajzoló[24]
- Ewing Young, szőrmekereskedő[5]
- Herbert Hoover, az USA 31. elnöke[25]
- Sage Canaday, hosszútávfutó[26]
- Walter T. West, politikus[27]

## Testvérvárosok
Newberg testvértelepülései:
- Aszago (Hjógo), Japán[29]
- Poysdorf, Ausztria[30]

## Fordítás
- Ez a szócikk részben vagy egészben  a   Newberg, Oregon című angol Wikipédia-szócikk ezen változatának fordításán alapul.  Az eredeti cikk szerkesztőit annak laptörténete sorolja fel. Ez a jelzés csupán a megfogalmazás eredetét és a szerzői jogokat jelzi, nem szolgál a cikkben szereplő információk forrásmegjelöléseként.